# 黄洽贵
黄洽贵（1936年7月—），男，福建南安人，中国电影美工师，曾任上海电影制片厂美术设计师，中国电影家协会理事。